# Vlucht naar Varennes
De vlucht naar Varennes in juni 1791 was een poging van koning Lodewijk XVI van Frankrijk om samen met koningin Marie Antoinette en andere leden van zijn familie weg te vluchten uit Parijs, waar twee jaar eerder de Franse Revolutie was uitgebroken. Ze werden in Varennes-en-Argonne aangehouden en daarna naar Parijs teruggebracht. Hoewel Lodewijk XVI met zijn daad had getoond dat hij de overgang van een absolute naar een constitutionele monarchie afwees, kreeg hij onder de grondwet van 1791 een nieuwe kans. Doordat de Revolutie een andere wending nam, werd hij in januari 1793 alsnog onthoofd onder de guillotine. Zijn vrouw Marie Antoinette trof hetzelfde lot in oktober van dat jaar.

## Achtergrond
Enkele maanden na de bestorming van de Bastille, op 5 oktober 1789, dwong de Mars op Versailles de koninklijke familie om te verhuizen van het Paleis van Versailles naar het Tuilerieënpaleis in Parijs. Hoewel de koning in de Tuilerieën een fraaie hofhouding mocht voeren, had hij het lastig met zijn ingeperkte macht, die vooral nog uitvoerend was maar ook een wetgevend veto behelsde via zijn bekrachtigingsrecht.
De in juni 1789 in het leven geroepen Nationale Grondwetgevende Vergadering was bezig een nieuwe grondwet te schrijven die de constitutionele monarchie een vaste grondslag zou geven. De koning legde zich daar uiterlijk bij neer, maar stuurde aan op een herstel van zijn vroegere macht, in weerwil van de plechtige eden die hij had gezworen. Hij had spijt dat hij in augustus 1790 de Civiele grondwet van de clerus had goedgekeurd, die inmiddels door paus Pius VI openlijk was veroordeeld en een splijtzwam was voor het land. Op 18 april 1791 had hij de Paasmis met een niet-beëdigde priester willen vieren in Saint-Cloud, maar een menigte die vreesde dat het een voorwendsel was om te vluchten, had hem het vertrek belet. De wederzijdse argwaan was groot en Lodewijk XVI voelde zich niet meer vrij. In de Tuilerieën werd hij regelmatig bedreigd en door betogers uitgejouwd.

## Voorbereiding
De omgeving rond de koning, waaronder koningin Marie Antoinette, stelde voor om uit Parijs weg te vluchten, naar de citadel van Montmédy bij de grens van de Oostenrijkse Nederlanden. Hij zou van daar kunnen proberen de Grondwetgevende Vergadering voor een nieuw staatsbestel te laten kiezen, dat de chaos in het land zou beëindigen door in ruime mate terug te keren naar het prerevolutionaire regime. De vlucht werd onder meer gepland door de Zweedse graaf en intimus van Marie Antoinette, Axel von Fersen, de Franse premier-in-ballingschap Tonnelier de Breteuil en de Franse markies de Bouillé, militair commandant in Metz van het Armée de Meuse, Sarre et Moselle. Al van zes maanden vóór het vertrek schreef Lodewijk eigenhandig aan de verklaring die hij zou achterlaten. Marie Antoinette correspondeerde dan weer met Florimond de Mercy-Argenteau in Brussel om kisten met haar garderobe per postkoets vooruit te sturen.
Vlak voor zijn vertrek uit Parijs, op 20 juni, liet de koning de verklaring met zijn grieven achter. Ze werd de volgende dag voorgelezen in de Nationale Vergadering, maar verder niet verspreid. In 2009 kwam de minuut boven water in een Amerikaanse privécollectie en werd deze aangekocht voor het Musée des lettres et manuscrits in Parijs.

## Vlucht

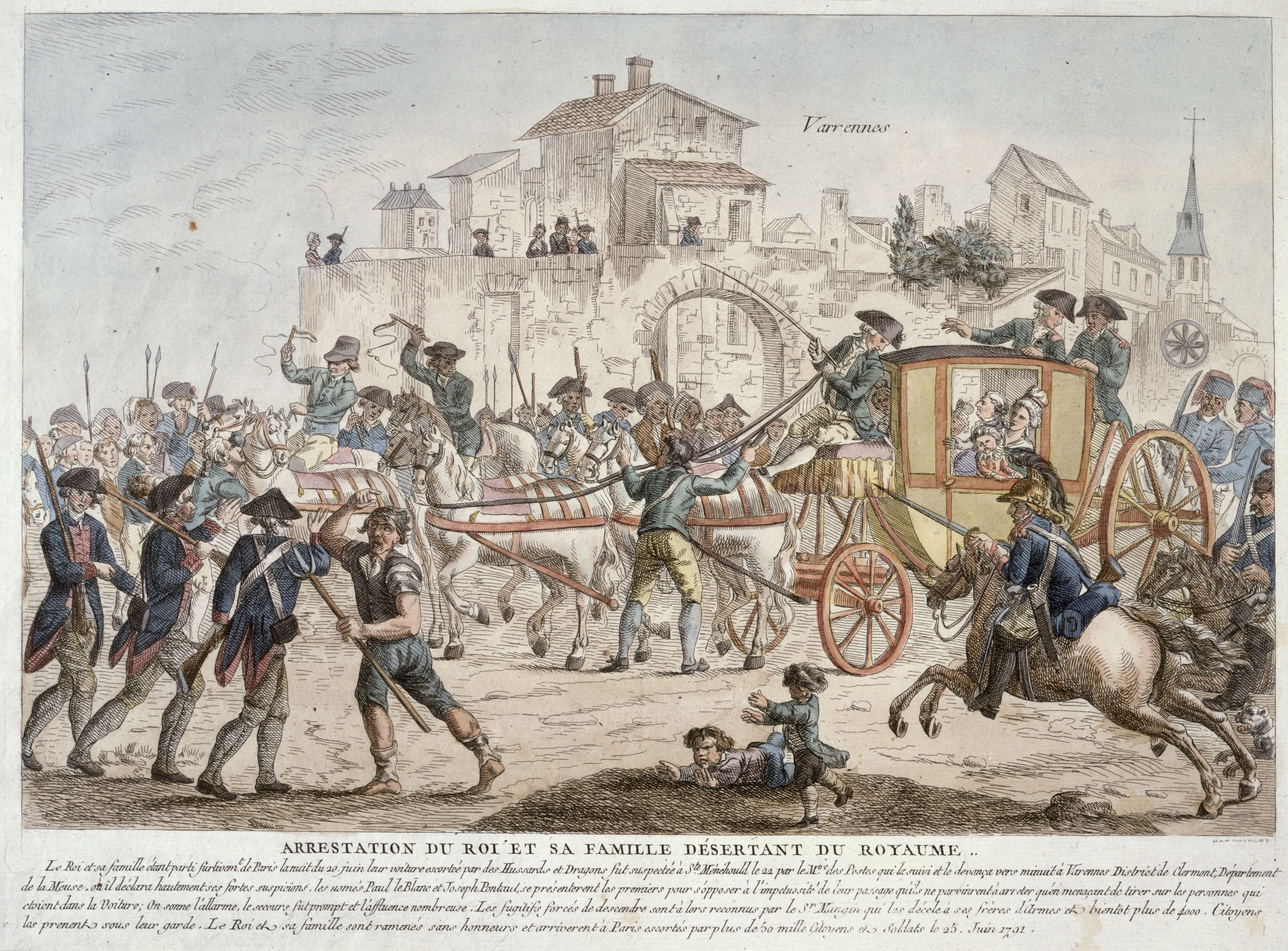
Aanhouding van de koninklijke koets tijdens hun vluchtpoging in de nacht van 21 op 22 juni 1791 (anoniem, na 1791, Musée Carnavalet)

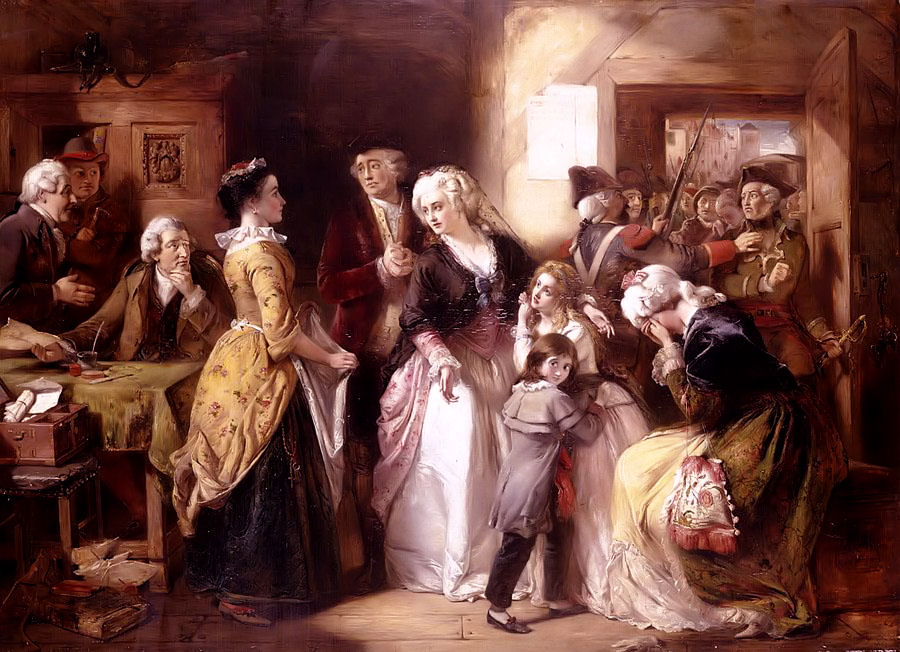
Lodewijk XVI en zijn gezin tijdens hun aanhouding ten huize van Jean-Baptiste Sauce, geromantiseerde voorstelling door Th. Falcon Marshall, 1854

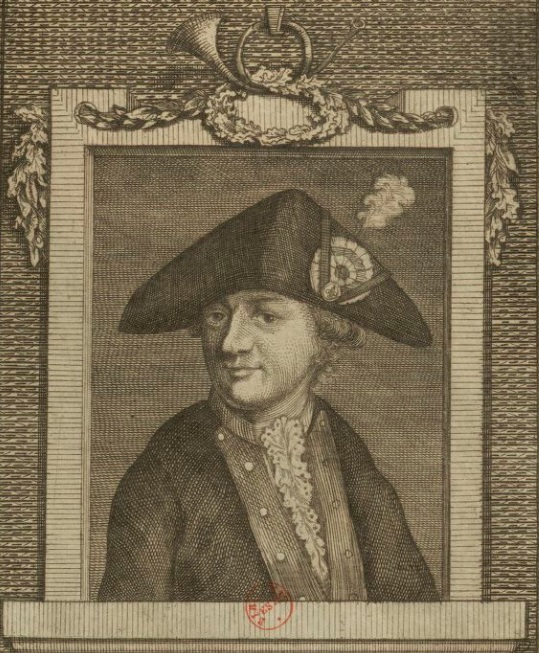
Jean-Baptiste Drouet, die de koninklijke familie herkende

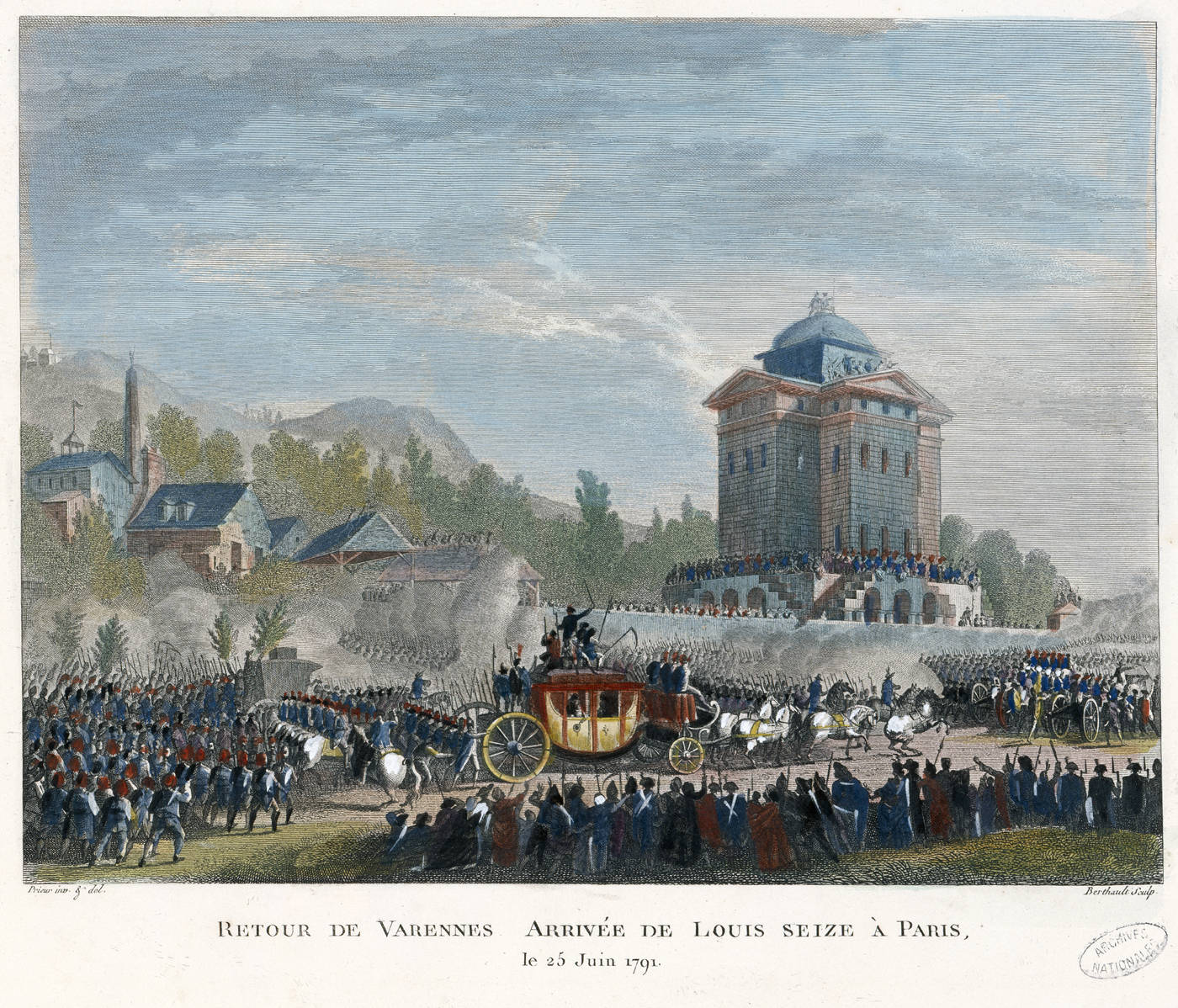
De terugkeer naar Parijs op 25 juni

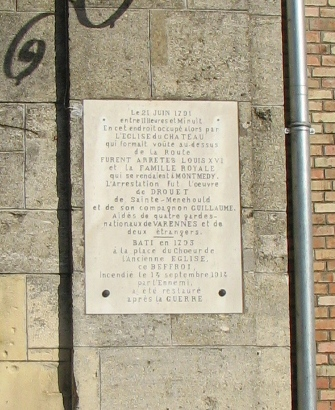
Gedenksteen bij de plek in Varennes waar Lodewijk XVI en Marie Antoinette werden aangehouden

De koninklijke familie vermomde zich als de Russische barones Von Korff en haar gevolg. De gouvernante van de dauphin, Madame de Tourzel, speelde de rol van de Russische barones. Lodewijk XVI speelde haar kamerheer, de koningin en 's konings zuster Madame Elisabeth respectievelijk de gouvernante en een verpleegster, en de koninklijke kinderen de dochters van Von Korff.
In de nacht van 20 op 21 juni 1791 vertrokken ze per koets uit Parijs. Ze reisden in noordoostelijke richting. Het doel was de citadel Montmédy, een royalistisch bolwerk waar Bouillé tienduizend koningsgezinde troepen had verzameld. De vluchtpoging faalde door een reeks fouten. Zo sloeg het gezelschap het advies van generaal de Bouillé in de wind om de familie over een aantal koetsen te verspreiden om zo minder aandacht te trekken. In plaats daarvan reisden ze samen in een grote berlinekoets die plaats bood aan zes passagiers. Ze kozen een andere route dan de generaal had geadviseerd. De cavalerietroepen die Bouillé naar een reeks plaatsen langs de route stuurde, wekten wantrouwen bij de plaatselijke bevolking en werden soms geneutraliseerd. Marie Antoinette had het niet al te nauw genomen met de discretie en leek zich vooral door cosmetische overwegingen te hebben laten leiden, toen ze een delicate communicatiemissie langs de route toevertrouwde aan haar kapper Autier (fr), die met de hertog van Choiseul alles in het honderd zou laten lopen. Choiseuls opdracht was de koninklijke koets op te wachten aan de afspanning van Pont-de-Somme-Vesle, maar toen het langer duurde dan voorzien en ze onwelkome aandacht trokken, stuurde hij Autié vooruit om de geposteerde detachementen over de vertraging te informeren.

## Arrestatie
In Sainte-Menehould realiseerde de plaatselijke postmeester Jean-Baptiste Drouet zich dat het om de koninklijke familie ging. Hij zou op 24 juni getuigen dat hij de koning had herkend aan de hand van zijn afbeelding op assignaten. Onmiddellijk verwittigde Drouet de autoriteiten. Na dit oponthoud zette hij met anderhalf uur achterstand de achtervolging in. Vergezeld van een kompaan en door de velden rijdend, kwam hij ongeveer samen met de koninklijke berline aan in Varennes. De verse paarden die Bouillé bij particulieren had geregeld, waren nergens te bespeuren, vermoedelijk omdat Autier was gepasseerd met de boodschap dat de koninklijke koets verhinderd was voort te gaan. Ook Bouillé zelf had hij zo compleet op het verkeerde been gezet en zijn post doen verlaten. In blinde paniek ging het koninklijk paar op deuren kloppen. Ondertussen had Drouet een groepje stamgasten uit de herberg Le Bras d'Or verzameld, waarmee hij de berline stopte voor ze de brug over de Aire kon oversteken.
De paspoorten werden gevraagd en getoond. Eerst ontkende Lodewijk dat hij de koning was, maar dan gaf hij toe. Radet, bevelhebber van de plaatselijke Nationale Garde, leek geneigd hem door te laten, maar anderen hielden de barricade gesloten. De plaatselijke procureur-syndicus Jean-Baptiste Sauce nodigde de koninklijke familie uit bij hem thuis boven zijn kruidenierszaak. De koning omhelsde de aanwezigen en vroeg om hen verder te laten reizen naar Montmédy, desnoods onder begeleiding van de Nationale Garde. Sauce en zijn vrouw gingen er niet op in. Ondertussen kwamen Choiseul en Goguenet aan met veertig huzaren. Deze door Bouillé gestuurde eenheid was het koninklijk gezelschap in een eerdere post mislopen. Ze boden aan om de koninklijke familie op hun paarden te nemen en een doorgang te forceren, maar Lodewijk weigerde uit angst dat een kogel iemand van zijn gezin zou treffen. Om vijf uur 's ochtends kwam Deslon met nog zestig huzaren. Hij kon alleen maar vaststellen dat een menigte van tienduizend man op de alarmklok was afgekomen en een ondoordringbare cirkel vormde.
Lodewijk was moedeloos. Gevraagd naar orders, zei hij dat hij een gevangene was en er geen te geven had. Alleen Bouillé, die met zijn Royal Allemand op nauwelijks dertig km was, kon het plan nog redden. Vreemd genoeg was het echter Rameuf, de adjudant van La Fayette, die een uur later als eerste arriveerde. Op aangeven van de streekbewoners besliste hij het gezelschap terug te brengen naar Parijs. Bewaakt door zesduizend nationale gardisten en de plaatselijke menigte, zette de koets zich rond 7.30 uur stapvoets in beweging. Bouillé kwam twee uur later aan in Varennes en kon slechts vaststellen dat de zaak verloren was. Zelfs als hij had kunnen doorbreken naar de stoet, was een bloedbad met onvoorspelbare uitkomst de enige optie geweest.

## Terugkeer
Begeleid door de Nationale Garde werd het gezelschap langzaam terug naar Parijs gevoerd, terwijl het nieuws van hun vlucht zich als vuur verspreidde en het land in opperste beroering bracht. De vrees dat de koning zich met buitenlandse krachten zou verbinden om een oorlog te starten, leek bewaarheid te worden.
De Nationale Vergadering wilde de opties voor de toekomst open houden en probeerde onrust van om het even welke kant tegen te gaan. Ze waarschuwde dat wie voor de koning applaudisseerde zou worden gebatonneerd en wie hem beledigde zou worden opgehangen. De graaf van Dampierre maakte er een punt van om de koninklijke koets bij vertrek uit Sainte-Menehould opzichtig te salueren. Hij werd door boeren, die bekend waren met zijn antirevolutionaire houding, doodgeschoten. 's Avonds in Châlons-sur-Marne werd de koning uitgebreid ontvangen door notabelen, maar de aanwezigheid van een vijandige menigte overtuigde hem deze laatste mogelijkheid tot vluchten niet te baat te nemen. In Château-Thierry weigerde de Nationale Garde de wapens te presenteren en deed het volk de dauphin Vive la Nation! roepen.
De gedeputeerden Antoine Barnave, Pétion en La Tour Maubourg werden door de Nationale Vergadering uitgestuurd om het konvooi te begeleiden. Ze vervoegden het in Épernay. Op 25 juni reed het gezelschap Parijs binnen, waar het een ijzige ontvangst kreeg. Troepen van de Nationale Garde beschermden hen tegen de woedende revolutionaire massa. De menigte bleef grotendeels stil omdat La Fayette, overeenkomstig het bevel van de Nationale Vergadering, niet toeliet dat men de koning zou verwelkomen òf beledigen. De koninklijke familie werd naar het Tuilerieënpaleis teruggebracht en mocht dat niet meer verlaten.

## Gevolgen
De onmiddellijke reactie van de Nationale Vergadering op het nieuws van de vlucht was een crisisberaad, dat besloot tot het mobiliseren van de troepen, het sluiten van de grenzen en het schorsen van de koning. Tot een proces en een afzetting kwam het niet, al drongen jakobijnen daarop aan. In geheime onderhandelingen kwamen Barnave, Lameth en Duport met het koninklijk paar overeen dat ze de komende grondwet, die al voor een groot deel vorm had gekregen, zouden respecteren.
Na een onderzoek besliste de constituante om alleen Bouillé te vervolgen. De koning werd in zijn prerogatieven hersteld, maar zijn recht om wetten te bekrachtigen bleef voor onbepaalde tijd opgeschort en werd uitgeoefend door de minister van Justitie. Deze uitkomst werd op 15 juli door de Nationale Vergadering aanvaard op grond van de verzekering dat de koning was ontvoerd. Die psychologische verklaring – want men wist natuurlijk dat van een fysieke ontvoering geen sprake was – werd zelfs in het decreet opgenomen. Ten allen prijze moest een burgeroorlog worden voorkomen.
Toch zou de arrestatie van de koning in Varennes een keerpunt worden in de Franse Revolutie. Het ontzag voor de persoon van de vorst was bij veel revolutionairen verdwenen en de idee van een republiek als staatsvorm won terrein. Ook het samenzweringsdenken kreeg de wind in de zeilen. De republikeinse rioolpers beschouwde de vlucht als verraad en bleef vanaf dat moment de koning met haatpamfletten bestoken. De Club des Cordeliers organiseerde een petitie om de troonsafstand vast te stellen. Voor de ondertekening op het Champ-de-Mars op 17 juli daagden tienduizenden mensen op. La Fayette onderbrak het gebeuren door met scherp te laten schieten op de aanwezigen. Er vielen een vijftigtal doden.
De mislukte vlucht bracht de andere Europese grootmachten in actie tegen revolutionair Frankrijk. Op 27 augustus 1791 tekenden keizer Leopold II van Oostenrijk en koning Frederik Willem II van Pruisen de verklaring van Pillnitz, waarin ze dreigden gewapend tussen te komen om de monarchale macht van Lodewijk XVI te herstellen.
In september 1791 werd een nieuwe grondwet ingevoerd waarmee de constitutionele monarchie definitief werd bevestigd. De koning aanvaardde deze constitutie en zag zijn schorsing opgeheven. In april 1792 brak de Eerste Coalitieoorlog tegen Oostenrijk en Pruisen uit. Door de oorlog en binnenlandse polarisering kon het nieuwe regime geen stabiliteit ontwikkelen. Het Tuilerieënpaleis werd op 10 augustus 1792 door revolutionairen bestormd en een dag later werd de koning van zijn macht ontheven. De volgende maand werd de monarchie vervangen door de Eerste Franse Republiek.
Lodewijk XVI werd in januari 1793 naar de guillotine gestuurd, Marie Antoinette negen maanden later. Madame Elisabeth onderging in mei 1794 hetzelfde lot. De aanklacht tegen haar luidde onder meer het helpen van de koning tijdens zijn vlucht.
Generaal de Bouillé werd voor zijn rol bij de vluchtpoging in Frankrijk als verrader gezien en hij vluchtte weg uit het land. In het vijfde couplet van de Marseillaise, een revolutionair lied dat nog steeds het volkslied van Frankrijk is, worden de vijanden beschreven als ces complices de Bouillé (deze medeplichtigen van de Bouillé).
Op de langere termijn bleek het moderne paspoort een blijvend gevolg van de vlucht naar Varennes. Het werd geboren uit de vrees voor oorlog en restauratie waarop de grenzensluiting een antwoord was.

## De vlucht naar Varennes in fictie
De Franse schrijfster Catherine Rihoit schreef in 1982 een roman over de vlucht: La Nuit de Varennes ou l'Impossible n'est pas français. Het boek werd in hetzelfde jaar onder de titel La Nuit de Varennes verfilmd, in Nederland uitgebracht als De nacht van Varennes.
In de Nederlandse film Bastille uit 1984 raakt het hoofdpersonage Paul gefascineerd door het idee wat er zou gebeuren als Lodewijks vlucht uit het revolutionaire Frankrijk wel was gelukt.